# Stensbo

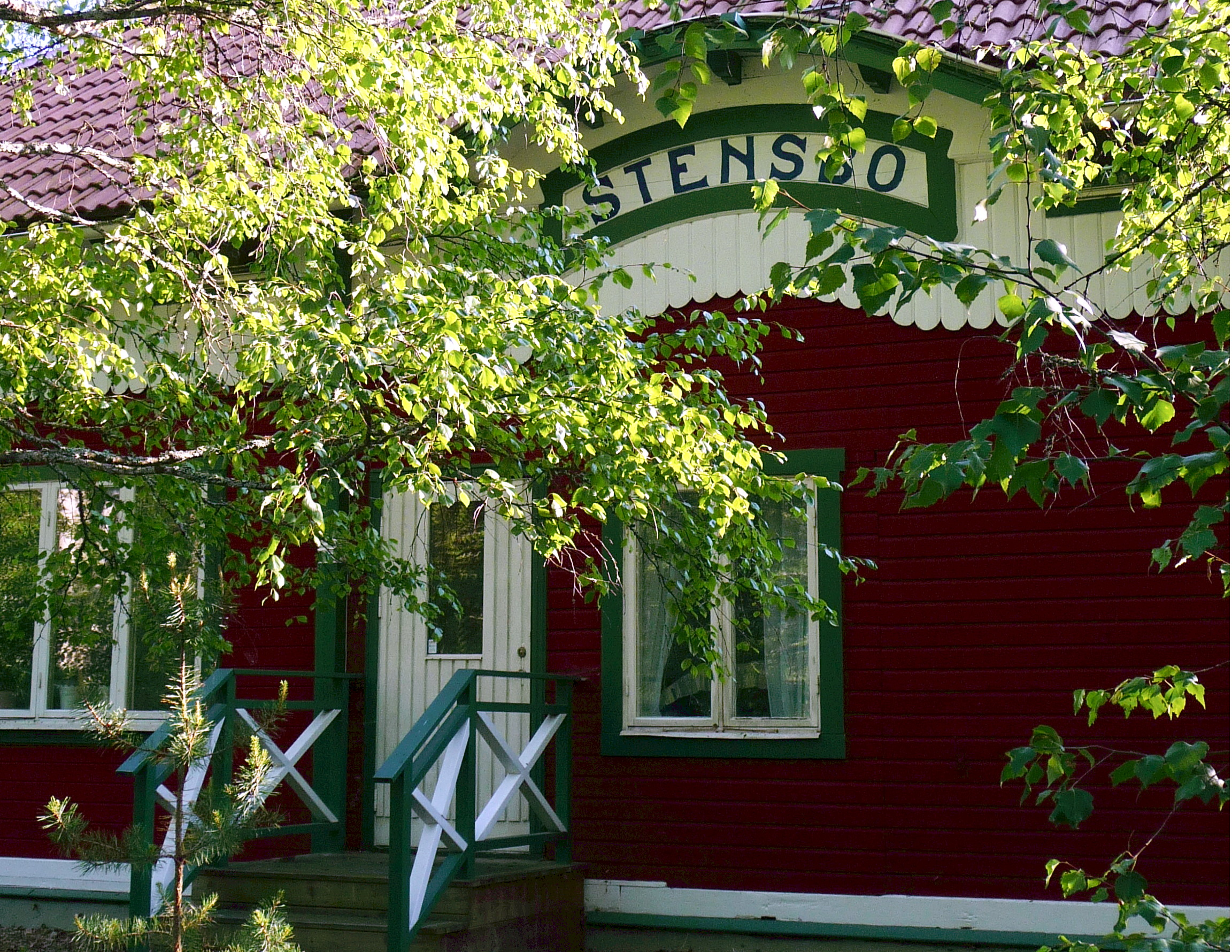
Gamla stationshuset i Stensbo.

Stensbo är en ort i Ludvika kommun, cirka 15 kilometer nordväst om Ludvika och fyra kilometer sydost om Grangärde. Genom Stensbo går Grangärdevägen, eller riksväg 66 mot Sälenfjällen. Samhället ligger vid Stensboviken, på den nordligaste udden i sjön Väsman.

## Historik
Stensbo hette på 1500-talet Krokeboda och var fäbod under Grangärde kyrkby. I början av 1600-talet flyttade bönderna Sten Andersson och Mats Matsson hit och byggde sig gårdar vid vattendraget Stensbonoret, som har varit en viktig vattenled sedan medeltiden. Via Stensbonoret kunde båtar nå sjöarna Björken, Saxen och Bysjön. Än idag är Stensbonoret farbart för småbåtar, men någon nyttotrafik har inte försiggått sedan 1930-talet.
I början av 1900-talet drogs Stockholm–Västerås–Bergslagens Järnvägars linje Ludvika-Nyhammar-Björbo-Vansbro förbi här. Stensbo fick en egen station och det medförde att vattenväg, landsväg och järnväg knöts samman och samhället nådde kulmen gällande sin betydelse. År 1963 gick det sista persontåget mellan Ludvika och Björbo. Det gamla stationshuset är bevarat och numera privatbostad. Järnvägens banvall byggdes om till gång- och cykelväg.